# Morze Sardynii
Morze Sardynii (wł. Mar di Sardegna) – zachodnie odgałęzienie Morza Śródziemnego.
Morze Sardynii znajduje się pomiędzy Sardynią a Balearami.
Na morzu Sardynii znajduje się 10 wysp, największe to Sant’Antioco i San Pietro.